# Consilium de emendanda Ecclesia

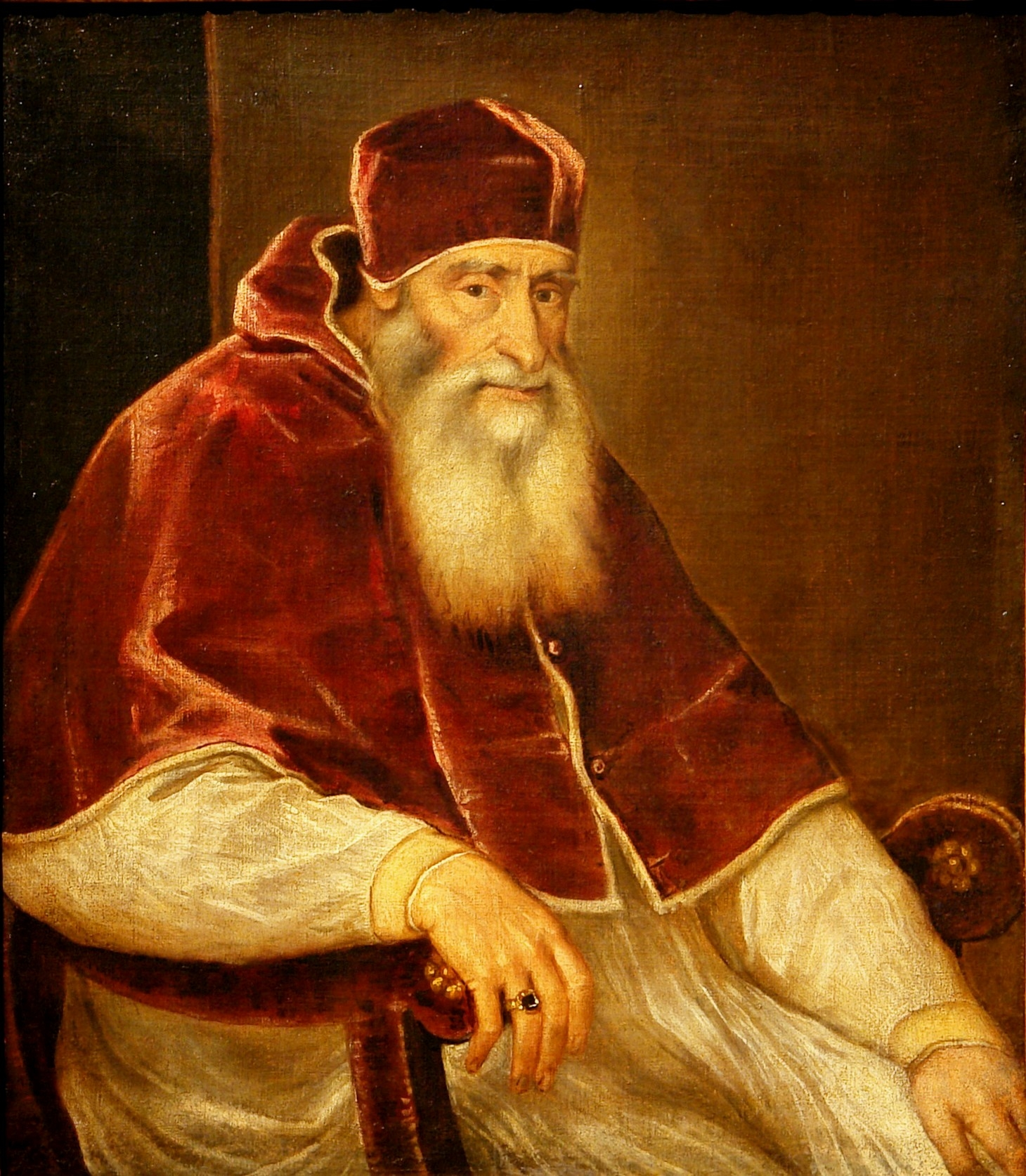
El papa Paulo III creó una comisión para analizar los abusos de la Iglesia y proponer una reforma. El resultado de la comisión fue el documento Consilium de emendanda Ecclesia

El Consilium de emendanda Ecclesia es un documento eclesiástico de 1537 encargado por el papa Paulo III a una comisión de "reformadores" católicos, con el fin de analizar los "abusos" cometidos por la Iglesia católica y las "heridas" causadas por estos; y de proponer un "remedio" para curar dichas heridas. 

## Contexto histórico
A inicios del siglo XVI, la historia de la Iglesia católica se vio marcada por los distintos movimientos que buscaban una reforma de la vida y de las costumbres, in capita et in membris, «en su cabeza y en sus miembros», pero los distintos proyectos se veían frustrados dando parcos resultados que se limitaban a determinados territorios, como es el caso de la reforma de obispo de Verona, Juan Mateo Giberti; o simplemente se quedaban escritos en el papel, como el memorial Libellus ad Leonem X de Pablo Justiniani y Pedro Querini.
Aun cuando la situación se saldría de las manos con la reforma de Martín Lutero iniciada hacia el 1517, y que terminó en la división de la Iglesia, el papa Paulo III formó una comisión para la elaboración de un memorial de reforma de la Iglesia católica en 1536, lo que significaba un reconocimiento de Roma a la necesidad de una "sanación" a las heridas causadas por los excesivos abusos que se cometían al interno de la Iglesia. El documento final fue leído al papa el 9 de marzo de 1537.

## Autores
La comisión escogida por el papa, estaba compuesta por cuatro cardenales, tres obispos y dos religiosos.
Los cardenales eran Gasparo Contarini, teólogo y diplomático de la República de Venecia que jugó un papel importante en los diálogos entre católicos y protestantes; Reginaldo Pole, último arzobispo católico de Canterbury, se enfrentó a la reforma anglicana de Enrique VIII; Jacopo Sadoleto, fiel servidor del papado que logró por medio de la persuasión un diálogo conciliatorio con grupos protestantes;  y Gian Pietro Carafa, futuro papa Paulo IV.
Los obispos fueron Juan Mateo Giberti, obispo de Verona; Girolamo Aleandro, obispo de Brindisi; y Federico Fregoso, obispo de Salerno; todos de una notable educación humanista, residentes en sus diócesis y preocupados por la cura de anima en las mismas.
En cuanto a los religiosos, uno era Gregorio Cortese, abad benedictino de San Giorgio, considerado uno de los más grandes intelectuales de su tiempo; y Tommaso Badia, dominico y maestro de Palacio.

## Contenido
La primera parte intenta demostrar cuáles son las raíces del problema de la Iglesia. Los reformadores creen que se trata de las exageraciones de la teoría papal, que declara como ley todo lo que el papa dice, quiere y hace, culpando de ello especialmente a la Curia Romana, que para satisfacer sus deseos de poder y verse premiados con beneficios, adulan de tal modo al papa, que alimentan estas ideas.
El texto prosigue enumerando un elenco de abusos, cuyo examen es fuerte y su juicio radical. Declaran que la ignorancia de los sacerdotes y la mala elección de los candidatos a las órdenes sagradas, son culpables de la mala formación de los fieles y la propagación de las supersticiones. Proponen que se establezca una comisión de examinadores para analizar a fondo esta problemática.
Otro abuso, según los reformadores, y quizá el más importante de todos, es la concesión de beneficios eclesiásticos y de episcopados a hombres preocupados más de sus propios intereses que del bien de la Iglesia. Culpable de esto sería el papa por favorecer a los individuos en vez del rebaño de Cristo. En este caso, los reformadores sugieren que se asignen a personas dignas que residan en sus diócesis y se preocupen por los intereses del pueblo de Dios en vez de los propios.
Un problema grave que señala el documento es el hecho de que a los cardenales se les confiera igualmente un episcopado, lo que provoca que sean diócesis huérfanas, sin sus pastores, ya que estos deben vivir en Roma. Para los redactores del texto: «el oficio de cardenal es incompatible con el oficio de obispo. De hecho, un cardenal debe asistir a Su Santidad en el gobierno de la Iglesia universal, deber del obispo en cambio es apacentar a su rebaño, lo que no puede hacer dignamente si no reside con sus ovejas, como el pastor con su rebaño». Por otra parte, el documento acusa a los cardenales de buscar «los episcopados de reyes y príncipes de los cuales dependen después y no pueden libremente expresar su propio pensamiento».
Luego, los redactores del Consilium analizan la decadencia de la vida religiosa, especialmente de las órdenes conventuales, para los cuales había que tomar medidas drásticas, cerrar todos sus conventos y permitir que otras órdenes con buenos religiosos les sustituyan. Señalan como grave error el aceptar desde edad muy temprana a los votos religiosos, por lo que plantean que todo niño que no haya hecho sus votos sea expulsado del convento, de tal manera que regresen por su propia voluntad cuando cumplan una edad discreta. A las monjas que se encuentran bajo la dirección espiritual de conventuales, deben ser sustraídas de estos y pasarlas a manos de obispo diocesano o a otros a quienes se consideren dignos para ello.
El documento se preocupa igualmente de las ideas filosóficas que se inmiscuyen en las escuelas, invitando a los obispos a vigilar a los profesores, para que no siembren la impiedad entre los jóvenes.
La última parte del documento trata sobre la ciudad de Roma, se lamenta de la libertad de costumbres, los desórdenes innumerables y las celebraciones pomposas en la basílica de San Pedro.

## Consecuencias
Las reacciones al documento no hicieron esperar, los cardenales "conservadores" lo juzgaron de manera totalmente negativa, porque según uno de ellos, el cardenal Guidiccioni, «no porta a la reforma de la Iglesia sino a su destrucción. Sus principios radicales son revolución y no reforma». Para ellos el camino era diferente al de los cambios radicales. Sin embargo, gracias a este documento, también en la Curia se sintió el discurso de la reforma. Paulo III de su parte no hizo mucho, pero al menos convocó el concilio, que finalmente habría actuado la tan esperada reforma católica.